# Аладин, Ваня
Ваня Ала́дин (настоящее имя — Ива́н Алекса́ндрович Ю́рченко; род. 27 ноября 2006, Орск, Оренбургская область, Россия) — российский певец и автор песен.

## Биография
Родился 27 ноября 2006 года в Орске Оренбургской области. Детство прошло в Орске и Екатеринбурге; позднее переехал в Москву. С ранних лет участвовал в региональных и межрегиональных музыкальных мероприятиях и конкурсах.
В 2021 году стал победителем областного конкурса детского творчества «Созвездие» (Свердловская область); также упоминался как ведущий гала‑концерта проекта. В том же году участвовал в проекте «Большой полёт» («Таланты‑21») — в числе конкурсантов регионального этапа; видеозапись выступления 2021 года опубликована на RuTube. По итогам премии Music Start (Екатеринбург) был отмечен как лауреат в номинации «Лучшее исполнение русской песни»; призом стал урок вокала у Нодара Ревия в Москве.
С 2022 года выступал под псевдонимом Amit (стилизуется как «Amit»): фестивали и городские сцены, эфиры региональных радиостанций. Участник фестиваля Ural Music Night (Екатеринбург), герой радио‑интервью в Орске (видеоверсия — RuTube), анонсировался в эфирной сетке DFM Орск. Публикации с упоминанием проекта выходили в журнале (Calameo) и городских афишах/сообществах.
В 2024 году участвовал в проекте авторской песни «ДАР» (инициатор — Леонид Агутин), ориентированном на авторов‑исполнителей: по итогам регионального этапа вошёл в число полуфиналистов и пятёрку претендентов для дальнейшего участия в сочинском финале.
Параллельно выступал на городских и социальных инициативах. В июне 2022 года исполнил песню на открытии детской площадки и спорткорта в Социально‑реабилитационном центре для несовершеннолетних в Малом Истоке (Екатеринбург); событие освещалось «Коммерсантом» и организаторами.
С 2025 года выпускает музыку под именем Ваня Аладин. Среди релизов — «Девочка‑весна», «Не улетай», «ДАВАЙ ВАЛИ» и «Опять влюблённый» (релиз 13 августа 2025 года). Также сообщалось об участии в записи песни к мультфильму «Мальчик‑дельфин 2» совместно с Клавой Кокой (фрагменты/анонсы публиковались в соцсетях и видеосервисах).

## Дискография

### Синглы
| Год  | Название           |
| ---- | ------------------ |
| 2025 | «Девочка‑весна»    |
| 2025 | «Не улетай»        |
| 2025 | «ДАВАЙ ВАЛИ»       |
| 2025 | «Опять влюблённый» |

### Саундтреки и совместные работы
- 2025 — Песня к мультфильму «Мальчик‑дельфин 2» (совместно с Клавой Кокой; анонс/фрагменты).[16]

## Участие в проектах и фестивалях
- 2024 — Проект авторской песни «ДАР» (полуфинал; в пятёрке участников для дальнейшего участия в Сочи).[11][12]
- 2023 — Фестиваль Ural Music Night (Екатеринбург).[6]
- 2021 — Областной конкурс «Созвездие» (Свердловская область) — победитель; ведущий гала‑концерта.[1][2]
- 2021 — Проект «Большой полёт» / «Таланты‑21» — участник (региональный этап; видео выступления).[3][4]

## Публикации и медиа
- Интервью/эфиры: региональные радиостанции; видеоверсии на RuTube и YouTube.[17][7][8]